# Niklas Bäckström
Pour l’article ayant un titre homophone, voir Nicklas Bäckström.
Pour les articles homonymes, voir Backstrom.
Temple de la renommée finlandais : 2022
Niklas Bäckström (né le 13 février 1978 à Helsinki en Finlande) est un joueur professionnel finlandais de hockey sur glace. Il joue au poste de gardien de but.

## Biographie

### Carrière en club
Formé au HIFK, il passe professionnel avec cette équipe lors de la saison 1996-1997 au championnat de Finlande, la SM-liiga. En 2000, il quitte le HIFK pour rejoindre le SaiPa Lappeenranta et la saison suivante, il s'expatrie en Suède où il joue pour l'AIK IF avant de retourner en Finlande en 2002 où il s'aligne avec le Kärpät Oulu, équipe avec laquelle il évolue pendant quatre ans.
Lors des saisons 2003-2004 et 2004-2005, il se voit remettre le trophée Urpo-Ylönen remis au meilleur gardien de but de la ligue et mène son équipe au championnat à chacune des deux saisons, se voyant remettre à ces occasions le trophée Jari-Kurri remis au meilleur joueur des séries éliminatoires.
Après avoir joué une autre bonne saison en Finlande, il quitte son pays et décide d'aller jouer en Amérique du Nord après avoir accepté un contrat de la Ligue nationale de hockey avec le Wild du Minnesota en juin 2006. Lors du début de la saison 2006-2007, il a agi en tant que gardien auxiliaire à Manny Fernandez mais ce dernier se blesse et Bäckstrom voit sa charge de travail augmenter. Il parvient à fournir de bonnes prestations, si bien qu'il mène la ligue au niveau de la moyenne de buts accordés par match (1,97 but) et le taux d'arrêts (92,9 %). À la fin de la saison, Bäckstrom et Fernandez remportent à deux le trophée William-M.-Jennings remis au(x) gardien(s) de but de l'équipe ayant concédé le moins de but.
Lors de l'été 2007, il prolonge son contrat avec le Wild et devient le gardien numéro un de l'équipe après que Fernandez soit échangé aux Bruins de Boston. Lors de la saison 2008-2009, il est invité à jouer le 57e Match des étoiles de la LNH. Bien que le Wild ne participe pas aux séries éliminatoires, il connaît une bonne saison en affichant 37 victoires avec une moyenne de 2,33 buts accordés et un taux d'arrêts à 92,3 %. Ces chiffres lui permettent d'être en nomination pour le trophée Vézina remis au meilleur gardien mais cet honneur revient finalement à Tim Thomas, gardien des Bruins de Boston. À la suite de cette saison, il prolonge son contrat avec le Wild pour quatre ans et un montant de 24 millions de dollars.
Il connaît moins de succès les saisons suivantes, n'arrivant pas à mener le Wild aux séries éliminatoires. Au cours de la saison 2012-2013, malgré une fin de saison en dents de scie, il mène l'équipe en séries avec la huitième et dernière place donnant accès aux séries. Disputant le premier tour face aux Blackhawks de Chicago, il se blesse durant un échauffement avant le début du premier tour. Remplacé par Josh Harding, il manque toute la série.
Après une saison 2013-2014 minée par les blessures, la saison suivante, Bäckstrom et Darcy Kuemper offrent des performances insatisfaisantes si bien que l'équipe fait venir Devan Dubnyk, qui devient le nouveau gardien numéro un du Wild. Le Finlandais n'a plus rejoué avec le Wild depuis l'arrivée de Dubnyk.
Le 29 février 2016, il est échangé aux Flames de Calgary avec un choix au repêchage de 2016 contre David Jones.

### Carrière internationale
Il représente la Finlande au niveau international. Avec l'équipe finlandaise, il remporte la médaille d'or au championnat du monde junior en 1998. Au championnat du monde, il remporte la médaille de bronze en 2008. Lors des Jeux olympiques, il remporte la médaille d'argent en 2006 et le bronze en 2010.

## Statistiques

### En club
| Saison     | Équipe             | Ligue        |     | Saison régulière | Saison régulière | Saison régulière | Saison régulière | Saison régulière | Saison régulière | Saison régulière | Saison régulière | Saison régulière | Saison régulière |    | Séries éliminatoires | Séries éliminatoires | Séries éliminatoires | Séries éliminatoires | Séries éliminatoires | Séries éliminatoires | Séries éliminatoires | Séries éliminatoires | Séries éliminatoires |
| Saison     | Équipe             | Ligue        | PJ  | V                | D                | Pr/N             | Min              | BC               | Moy              | % Arr            | Bl               | Pun              | PJ               | V  | D                    | Min                  | BC                   | Moy                  | % Arr                | Bl                   | Pun                  |                      |                      |
| 1996-1997  | HIFK               | SM-liiga     | 2   | 0                | 0                | 0                | 30               | 3                | 60,0             | 82,4             | 0                |                  | -                | -  | -                    | -                    | -                    | -                    | -                    | -                    |                      |                      |                      |
| 1996-1997  | PiTa Helsinki      | I-divisioona | 8   |                  |                  |                  | 390              | 24               | 3,69             | 87,5             |                  |                  | -                | -  | -                    | -                    | -                    | -                    | -                    | -                    |                      |                      |                      |
| 1997-1998  | HIFK               | SM-liiga     | 3   |                  |                  |                  |                  |                  |                  |                  |                  |                  | -                | -  | -                    | -                    | -                    | -                    | -                    | -                    |                      |                      |                      |
| 1997-1998  | Hermes Kokkola     | I-divisioona | 9   | 4                | 3                | 1                | 468              | 23               | 2,95             | 91,2             | 1                |                  | -                | -  | -                    | -                    | -                    | -                    | -                    | -                    |                      |                      |                      |
| 1998-1999  | HIFK               | SM-liiga     | 16  | 9                | 5                | 1                | 923              | 26               | 1,69             | 93,2             | 1                |                  | -                | -  | -                    | -                    | -                    | -                    | -                    | -                    |                      |                      |                      |
| 1999-2000  | HIFK               | SM-liiga     | 4   | 0                | 4                | 0                | 155              | 17               | 6,58             | 78,5             | 0                |                  | -                | -  | -                    | -                    | -                    | -                    | -                    | -                    |                      |                      |                      |
| 1999-2000  | FPS Forssa         | I-divisioona | 22  | 13               | 8                | 1                | 1 320            | 50               | 2,27             | 92,8             | 1                |                  | 3                | 1  | 2                    | 178                  | 8                    | 2,69                 | 91,3                 | 0                    |                      |                      |                      |
| 2000-2001  | SaiPa Lappeenranta | SM-liiga     | 49  | 22               | 24               | 2                | 2 826            | 120              | 2,55             | 92,4             | 2                |                  | -                | -  | -                    | -                    | -                    | -                    | -                    | -                    |                      |                      |                      |
| 2001-2002  | AIK IF             | Elitserien   | 40  |                  |                  |                  | 2 186            | 111              | 3,05             | 89,7             | 1                |                  | -                | -  | -                    | -                    | -                    | -                    | -                    | -                    |                      |                      |                      |
| 2002-2003  | Kärpät Oulu        | SM-liiga     | 36  | 16               | 8                | 9                | 2 136            | 77               | 2,16             | 92,9             | 4                | 14               | 15               | 7  | 8                    | 990                  | 33                   | 2,00                 | 93,9                 | 1                    |                      |                      |                      |
| 2003-2004  | Kärpät Oulu        | SM-liiga     | 43  | 24               | 8                | 8                | 2 572            | 87               | 2,03             | 93,6             | 7                | 20               | 15               | 9  | 6                    | 926                  | 36                   | 2,33                 | 92,5                 | 1                    |                      |                      |                      |
| 2004-2005  | Kärpät Oulu        | SM-liiga     | 47  | 27               | 10               | 10               | 2 819            | 102              | 2,17             | 92,7             | 7                | 2                | 12               | 10 | 2                    | 720                  | 15                   | 1,25                 | 95,0                 | 3                    |                      |                      |                      |
| 2005-2006  | Kärpät Oulu        | SM-liiga     | 51  | 32               | 9                | 10               | 3 077            | 86               | 1,68             | 94,0             | 10               | 2                | 4                | 3  | 1                    | 195                  | 6                    | 1,85                 | 89,7                 | 0                    |                      |                      |                      |
| 2006-2007  | Wild du Minnesota  | LNH          | 41  | 23               | 8                | 6                | 2 226            | 73               | 1,97             | 92,9             | 5                | 6                | 5                | 1  | 4                    | 297                  | 11                   | 2,22                 | 92,4                 | 0                    |                      |                      |                      |
| 2007-2008  | Wild du Minnesota  | LNH          | 58  | 33               | 13               | 8                | 3 408            | 131              | 2,31             | 92,0             | 4                | 4                | 6                | 2  | 4                    | 361                  | 17                   | 2,83                 | 90,0                 | 0                    |                      |                      |                      |
| 2008-2009  | Wild du Minnesota  | LNH          | 71  | 37               | 24               | 8                | 4 088            | 159              | 2,33             | 92,3             | 8                | 2                | -                | -  | -                    | -                    | -                    | -                    | -                    | -                    |                      |                      |                      |
| 2009-2010  | Wild du Minnesota  | LNH          | 60  | 26               | 23               | 8                | 3 489            | 158              | 2,72             | 90,3             | 2                | 2                | -                | -  | -                    | -                    | -                    | -                    | -                    | -                    |                      |                      |                      |
| 2010-2011  | Wild du Minnesota  | LNH          | 51  | 22               | 23               | 5                | 2 978            | 158              | 2,66             | 91,6             | 3                | 2                | -                | -  | -                    | -                    | -                    | -                    | -                    | -                    |                      |                      |                      |
| 2011-2012  | Wild du Minnesota  | LNH          | 46  | 19               | 18               | 7                | 2 590            | 105              | 2,43             | 91,9             | 4                | 0                | -                | -  | -                    | -                    | -                    | -                    | -                    | -                    |                      |                      |                      |
| 2012-2013  | Wild du Minnesota  | LNH          | 41  | 24               | 15               | 3                | 1 072            | 98               | 2,48             | 90,9             | 2                | 2                | -                | -  | -                    | -                    | -                    | -                    | -                    | -                    |                      |                      |                      |
| 2013-2014  | Wild du Minnesota  | LNH          | 21  | 5                | 11               | 2                | 1 094            | 55               | 3,02             | 89,9             | 0                | 0                | -                | -  | -                    | -                    | -                    | -                    | -                    | -                    |                      |                      |                      |
| 2014-2015  | Wild du Minnesota  | LNH          | 19  | 5                | 7                | 3                | 1 005            | 51               | 3,04             | 88,7             | 0                | 2                | -                | -  | -                    | -                    | -                    | -                    | -                    | -                    |                      |                      |                      |
| 2015-2016  | Flames de Calgary  | LNH          | 4   | 2                | 2                | 0                | 233              | 13               | 3,35             | 88,1             | 0                | 0                | -                | -  | -                    | -                    | -                    | -                    | -                    | -                    |                      |                      |                      |
| 2016-2017  | HIFK               | Liiga        | 17  | 8                | 5                | 4                | 1 025            | 32               | 1,87             | 92,3             | 1                | 0                | 2                | 1  | 1                    | 105                  | 6                    | 3,42                 | 86,4                 | 0                    |                      |                      |                      |
| 2017-2018  | HIFK               | Liiga        | 7   | 2                | 2                | 2                | 314              | 13               | 2,48             | 89               | 0                | 2                | -                | -  | -                    | -                    | -                    | -                    | -                    | -                    | -                    |                      |                      |
| 2018-2019  | Tappara            | Liiga        | 15  |                  |                  |                  |                  |                  | 1,73             | 92,1             |                  |                  | 1                |    |                      |                      |                      |                      | 0                    | 100                  |                      |                      |                      |
| Totaux LNH | Totaux LNH         | Totaux LNH   | 413 | 196              | 144              | 50               | 23 481           | 975              | 2,49             | 91,4             | 28               | 22               | 11               | 3  | 8                    | 658                  | 28                   | 2,55                 | 91,1                 | 0                    |                      |                      |                      |

## Récompenses
- SM-liiga :
  - trophée Jari-Kurri : 2004, 2005 ;
  - trophée Urpo-Ylönen : 2004, 2005.
- LNH :
  - trophée William-M.-Jennings (avec Emmanuel Fernandez) : 2007 ;
  - trophée Roger-Crozier : 2007.